# Trigonoptera vittata
Trigonoptera vittata är en skalbaggsart som först beskrevs av Raffaello Gestro 1876.  Trigonoptera vittata ingår i släktet Trigonoptera och familjen långhorningar. Inga underarter finns listade i Catalogue of Life.